# Reeks adelsgeschiedenis
De Reeks adelsgeschiedenis is een reeks monografieën die wordt uitgegeven onder auspiciën van de Nederlandse Stichting Werkgroep adelsgeschiedenis.

## Geschiedenis
Sinds 1993 bestaat de Werkgroep adelsgeschiedenis die onderzoek stimuleert naar de geschiedenis van de Nederlandse adel. Dat doet de werkgroep door het organiseren van jaarlijkse symposia en het uitgeven van een jaarboek, Virtus. Naast het jaarboek geeft de werkgroep een Reeks adelsgeschiedenis uit die aspecten van de Nederlandse adelsgeschiedenis belichten. Het eerste deel in de reeks verscheen in 2001. Daarna verschenen in de reeks nog verschillende delen, waaronder enkele proefschriften.

### Verschenen delen
1. Antheun Janse, Ridderschap in Holland. Portret van een adellijke elite in de late middeleeuwen. Hilversum, 2001.
2. A.J. Gevers, A.J. Mensema en Js. Mooijweer, De havezaten in het Land van Vollenhove en hun bewoners. Alphen aan den Rijn, 2004.
3. Rob van der Laarse en Yme Kuiper [redactie], Beelden van de Buitenplaats. Elitevorming en buitenleven in de negentiende eeuw. Hilversum, 2004.
4. A.J. Gevers [e.a.], Mensen van Adel, Beelden, manifestaties, representaties. Hilversum, 2007.
5. Maarten van Driel, Meinhard Pohl en Bernd Walter [redactie], Adel verbindet - Adel verbindt. Elitenbildung und Standeskultur in Nordwestdeutschland und den Niederlanden vom 15. bis 20. Jahrhundert. Paderborn, 2010.
6. A.J. Gevers en A.J. Mensema, Van Ittersum. Kroniek van een Overijssels adellijk geslacht. Zwolle, 2009.
7. Conrad Gietman, Republiek van adel. Eer in de Oostnederlandse adelscultuur (1555-1702). Westervoort, 2010.
8. Arie van Steensel, Edelen in Zeeland. Macht, rijkdom en status in een laatmiddeleeuwse samenleving. Hilversum, 2010.
9. Jaap Moes, Onder Aristocraten. Over hegemonie, welstand en aanzien van adel, patriciaat en andere notabelen in Nederland, 1848-1914. Hilversum, 2012.
10. Redmer Alma, Conrad Gietman en Albert Mensema [redactie], Adel en Heraldiek in de Nederlanden. Identiteit en Representatie. Hilversum, 2012.
11. Egbert Jan Wolleswinkel, Nederlands Adelsrecht. Wettelijke adeldom als historisch gegroeid instituut. 's-Gravenhage, 2012.
12. Adel en ridderschap in Gelderland. Tien eeuwen geschiedenis. [Z.p., 2013].
13. Marc Lindeijer, Tussen kasteel en kerk. De katholieke Gelderse adel 1765-1837. [Aalten, 2014]
14. Buitenplaatsen in de Gouden Eeuw. De rijkdom van het buitenleven in de Republiek. Hilversum, 2015.
15. Huis en habitus. Over kastelen, buitenplaatsen en notabele levensvormen. Opstellen voor prof. dr. Yme Kuiper, aangeboden bij zijn afscheid als bijzonder hoogleraar Historische Buitenplaatsen en Landgoederen aan de Rijksuniversiteit Groningen. Hilversum, 2017.
16. Joke Draaijer, Landgoed als leerschool. Biografie van Philip Dirk baron van Pallandt van Eerde (1889-1979). Hilversum, 2019.
17. Greddy Huisman  'Zie hier mijn karakter'. Dagboek van Margaretha Isabella van Ittersum (1783-1809). Groningen, 2019.
18. Lenneke Berkhout, Hoveniers van Oranje. Functie, werk en positie 1621-1732. Hilversum, 2020.
19. Yme Kuiper en Sjoerd Cuperus, Dekema State Jelsum. Biografie van een landgoed. Gorredijk, 2020.
20. Conrad Gietman, Yme Kuiper, Elyze Storms-Smeets en Leon Wessels (red.), De Jacht. Een cultuurgeschiedenis van jager, dier en landschap. Hilversum, 2021.